# ديك شيبارد
ديك شيبارد (بالإنجليزية: Dick Sheppard)‏ (14 فبراير 1945 ببرستل في المملكة المتحدة - 18 أكتوبر 1998 ببرستل في المملكة المتحدة) هو لاعب كرة قدم بريطاني في مركز حراسة المرمى. لعب مع نادي بريستول روفيرز ونادي توركي يونايتد ونادي فولهام ووست بروميتش ألبيون ونادي ويموث وPaulton Rovers F.C. ‏ وPortway Bristol F.C. ‏.

## وصلات خارجية
- ديك شيبارد على موقع قاعدة بيانات كرة القدم.إي يو (الإنجليزية)